# Дуляби
Дуляби́ —  село в Україні, у Нараївській сільській громаді Тернопільського району Тернопільської області. До 1952 — хутір Кулеби.
До 5 квітня 2019 року підпорядковане Нараївській сільській раді. 

## Назва
Назва села походить від діалектичного варіанта слова «дуліби» (східнослов'янське плем'я дулібів, які проживали на території нинішньої Східної Галичини).

## Географія
Відстань від найближчої залізничної станції Бережани — 21 км. За 3 км від села проліг автошлях Т 2007 Бережани—Перемишляни. Географічні координати: 49° 31’ північної широти і 24° 44’ східної довготи. Найзахідніший населений пункт Тернопільської області. Територія — 1,10 км². Дворів — 15, населення — 39 осіб (2014).
Поштове відділення — Нараївське. У селі є 1 вулиця Кулеби. Дворів — 18.

### Клімат
Для села характерний помірно континентальний клімат. Дуляби розташовані у «холодному Поділлі» — найхолоднішому регіоні Тернопільської області.
| Клімат Дулябів            | Клімат Дулябів | Клімат Дулябів | Клімат Дулябів | Клімат Дулябів | Клімат Дулябів | Клімат Дулябів | Клімат Дулябів | Клімат Дулябів | Клімат Дулябів | Клімат Дулябів | Клімат Дулябів | Клімат Дулябів | Клімат Дулябів |
| Показник                  | Січ.           | Лют.           | Бер.           | Квіт.          | Трав.          | Черв.          | Лип.           | Серп.          | Вер.           | Жовт.          | Лист.          | Груд.          | Рік            |
| Середній максимум, °C     | −1,7           | −0,4           | 4,5            | 12,3           | 18,3           | 21,5           | 22,9           | 22,3           | 18,0           | 12,3           | 5,1            | 0,3            | 11             |
| Середня температура, °C   | −4,6           | −3,2           | 1,0            | 7,6            | 13,0           | 16,3           | 17,7           | 17,0           | 13,0           | 7,9            | 2,3            | −2,1           | 7              |
| Середній мінімум, °C      | −7,4           | −5,9           | −2,4           | 3,0            | 7,8            | 11,1           | 12,5           | 11,7           | 8,1            | 3,5            | −0,5           | −4,5           | 3              |
| Норма опадів, мм          | 34             | 34             | 36             | 52             | 80             | 94             | 98             | 74             | 58             | 41             | 39             | 43             | 683            |
| ------------------------- | -------------- | -------------- | -------------- | -------------- | -------------- | -------------- | -------------- | -------------- | -------------- | -------------- | -------------- | -------------- | -------------- |
| Джерело: climate-data.org |                |                |                |                |                |                |                |                |                |                |                |                |                |

## Історія
Поселення часів Київської Русі.
У ніч з 21 на 22 лютого 1941 року в бою (відомий як Кулебська трагедія) проти загону НКВС загинули підпільники ОУН Іван Галай, Богдан Гульовський, Володимир Лопушанський, Григорій Москаль, Василь Солтис, Григорій Шкапій і Максим Шуран.
У березні 1991 жителі Дулябів насипали могилу і встановили хрест пам'яті учасників національно-визвольних змагань. 12 липня 1997 р. на місці Дулябської (Кулебської) трагедії освячено меморіальний пам'ятник Борцям за волю України (проектант, виконавець оздоблювальних робіт — Юліан Павлів, уродженець с. Нараїва, доцент Національного університету «Львівська політехніка»).
Під час німецько-радянської війни загинув у Червоній армії Павло Тремба (1908—1945).
У 1952 р. на хуторі — 51 двір, 231 особа; діяла школа. Частина жителів хутора була переселена в Миколаївську область.
Колгоспні майно та землі розпайовані.
12 червня 2020 року, відповідно до розпорядження Кабінету Міністрів України № 724-р «Про визначення адміністративних центрів та затвердження територій територіальних громад Тернопільської області» увійшло до складу Нараївської сільської громади.
19 липня 2020 року, в результаті адміністративно-територіальної реформи та ліквідації Бережанського району, село увійшло до складу Тернопільського району.

## Політика
Від 28 квітня 2012 року село належить до виборчого округу 165.

## Галерея

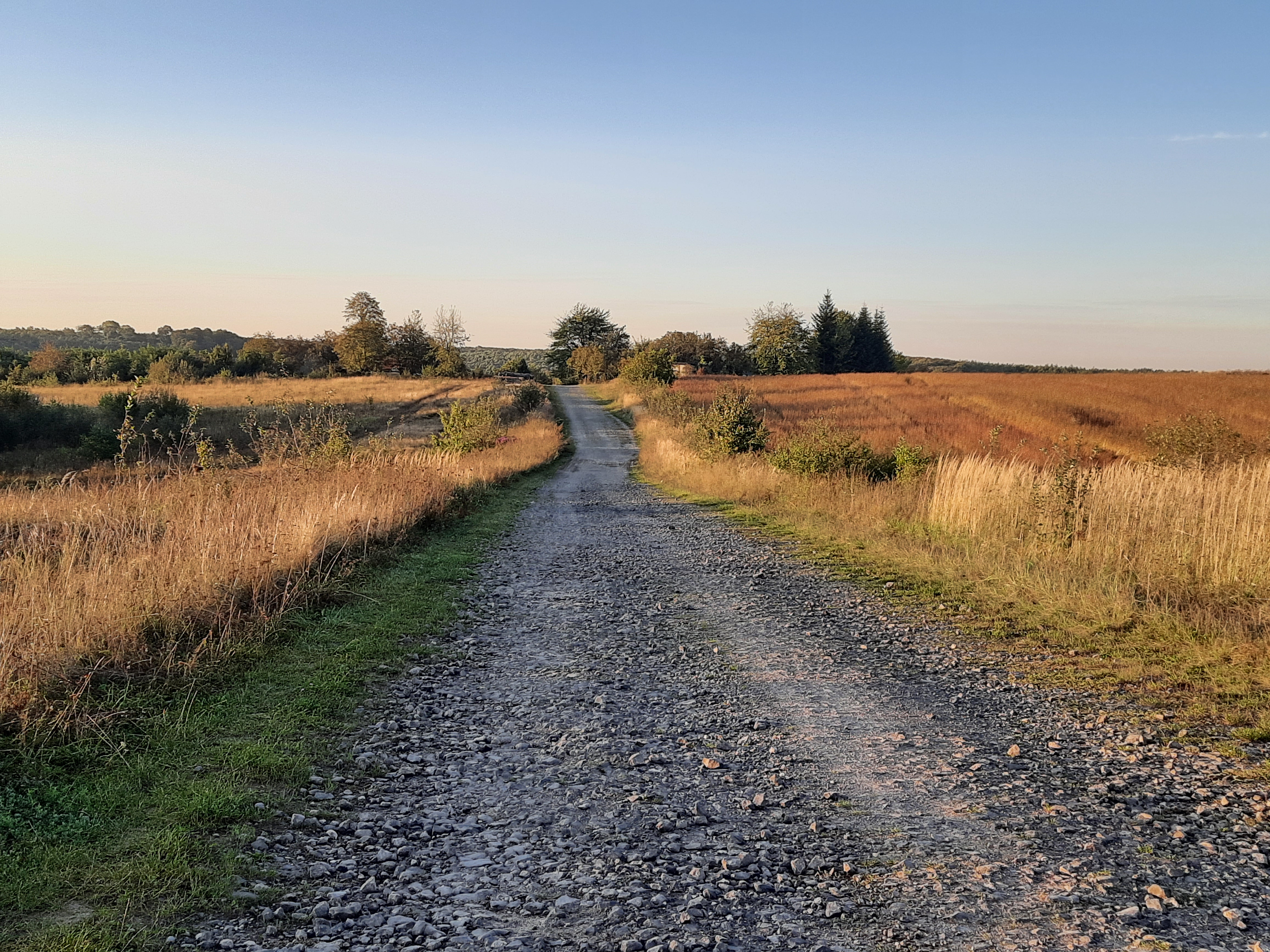
Дорога в село
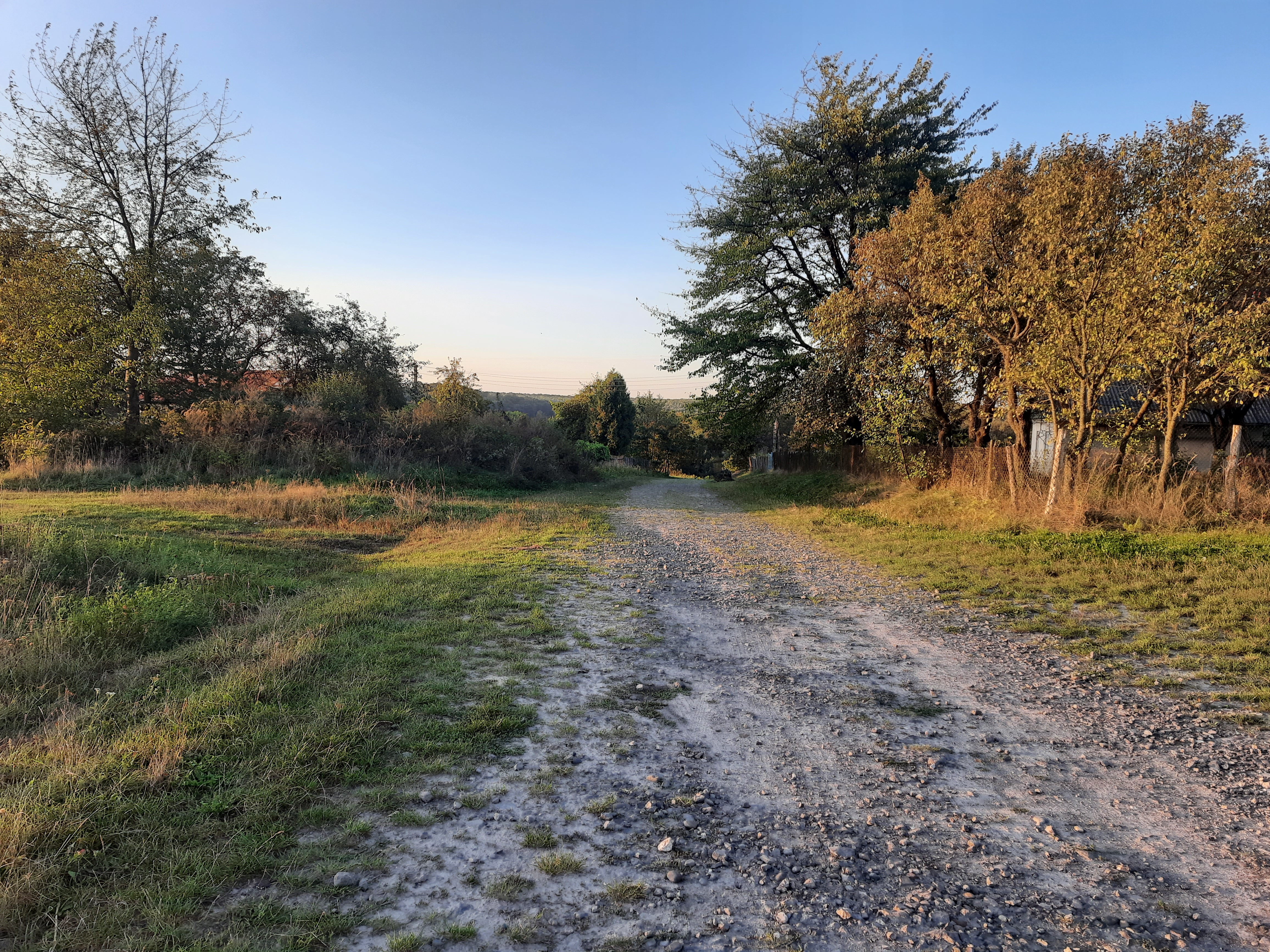
В'їзд у село
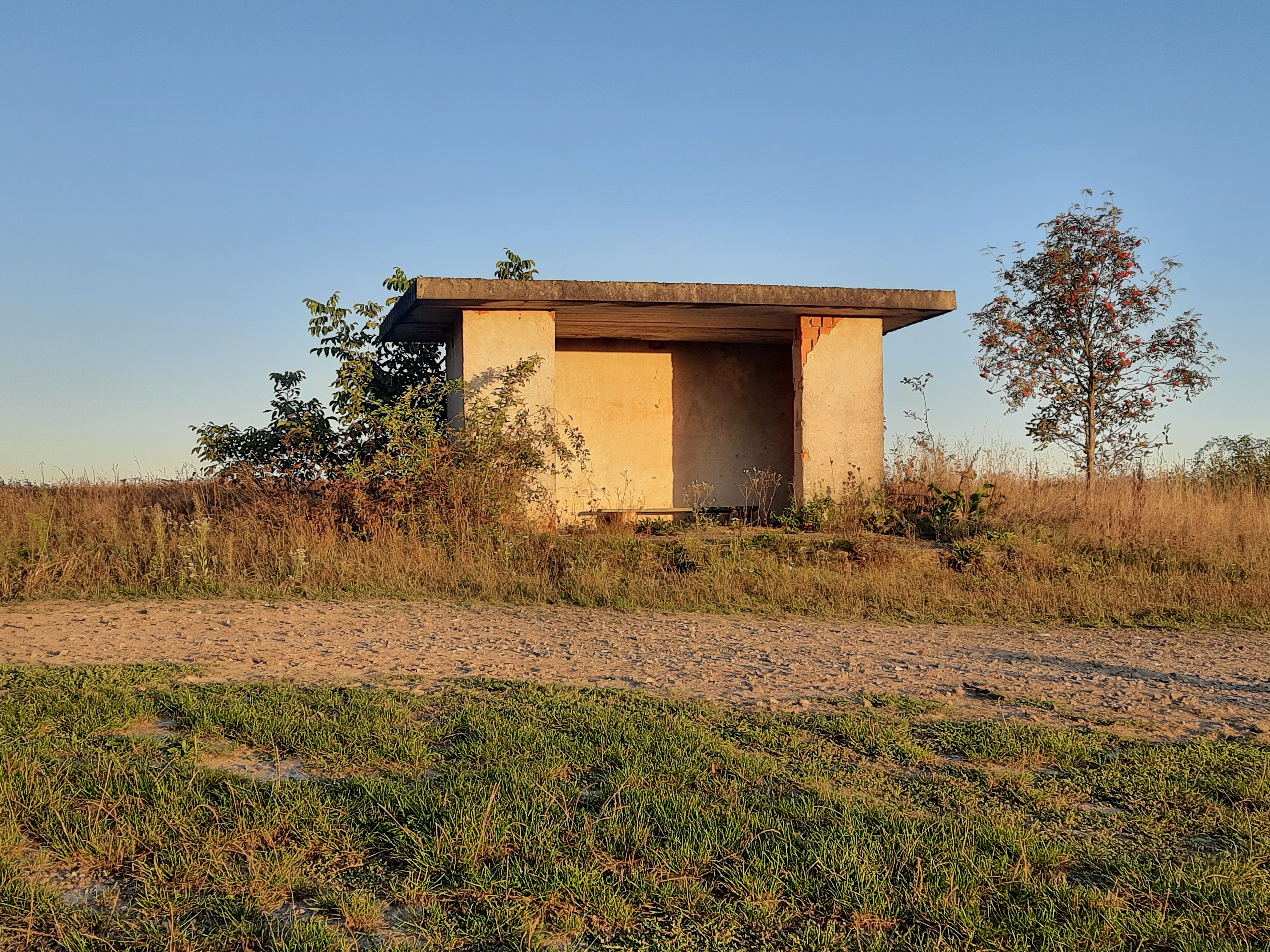
Автобусна зупинка
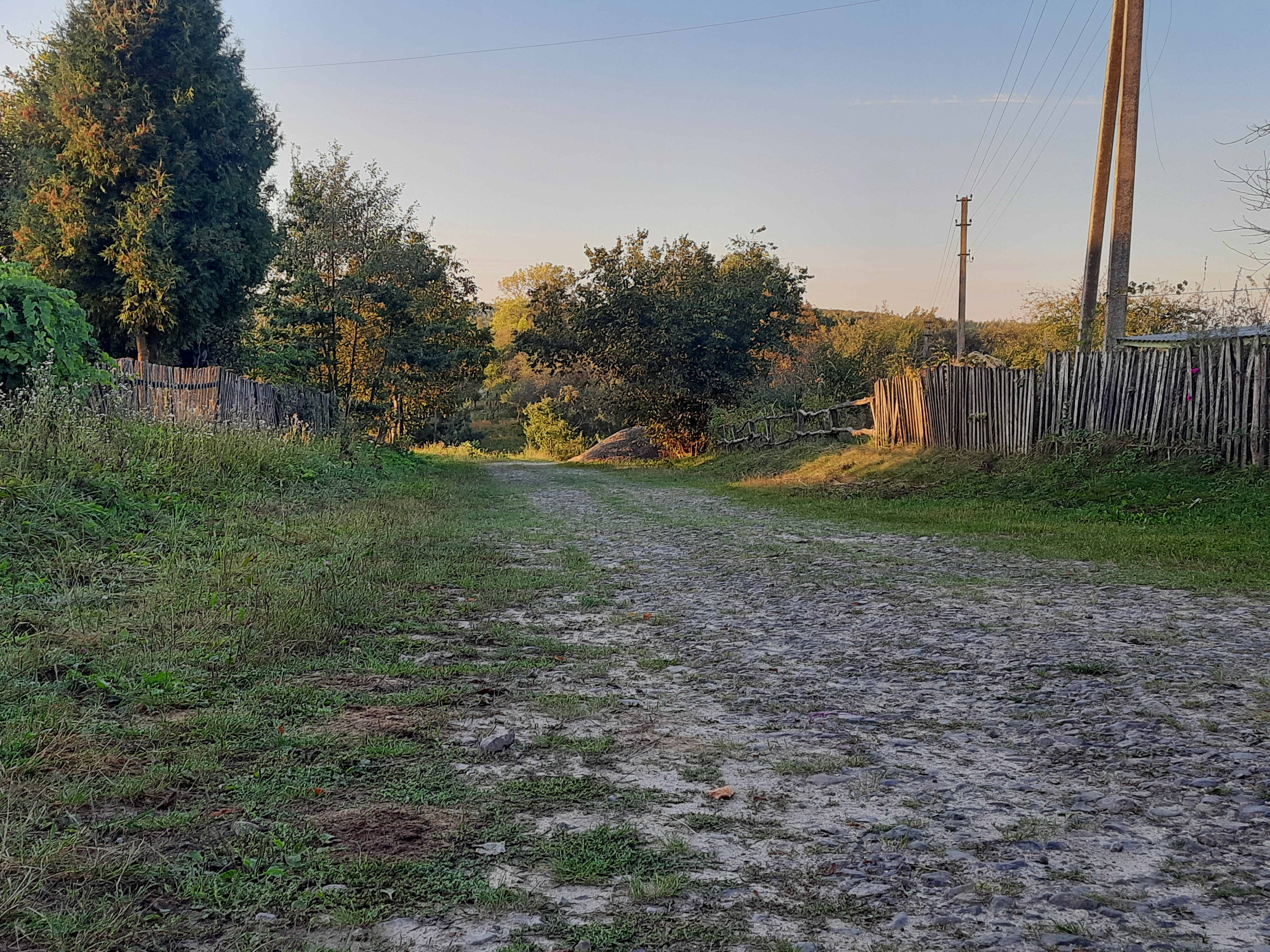
Сільська вулиця
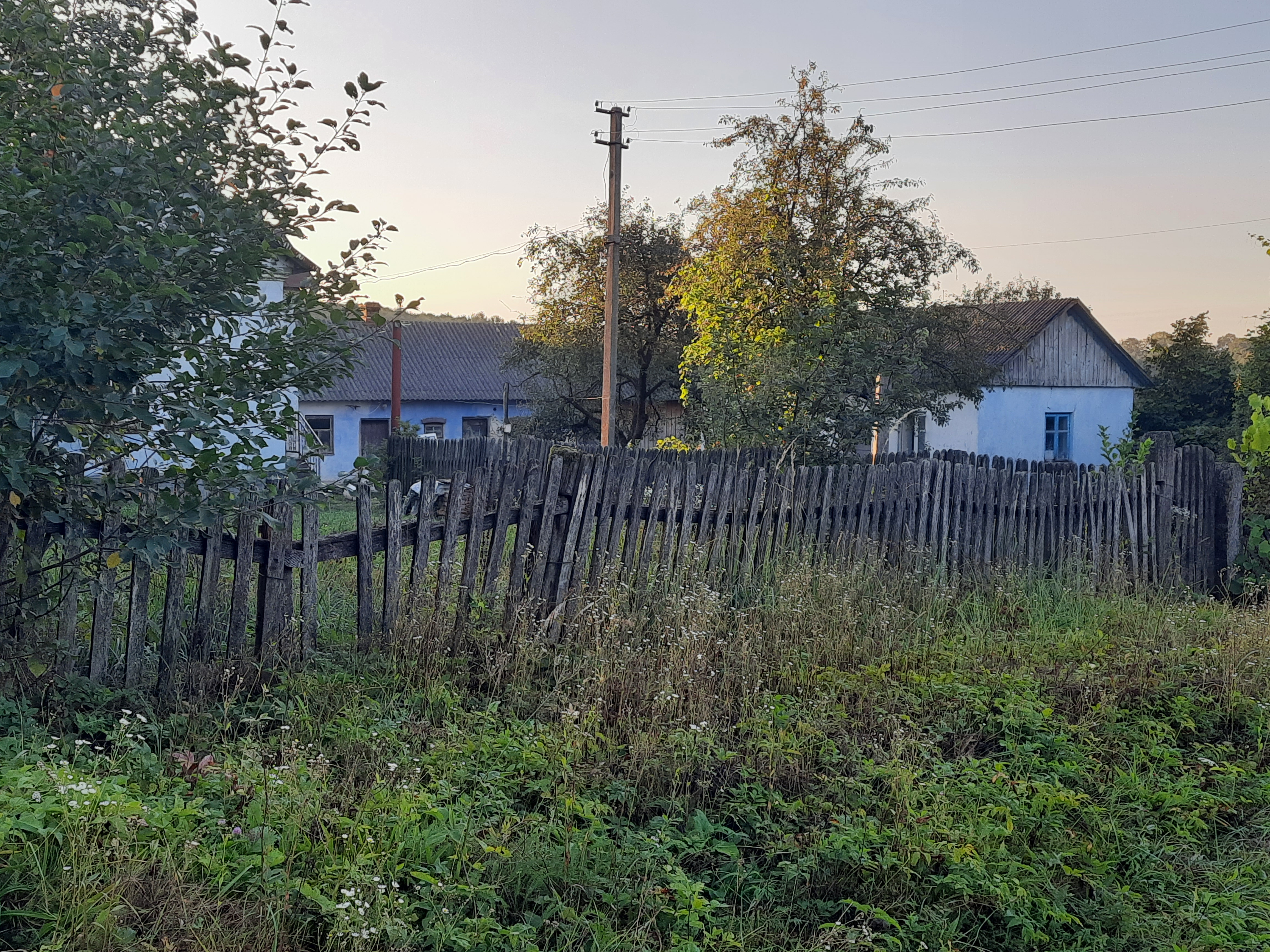
Оселя